# Jurij Bieriozkin
Jurij Jewgieniewicz Bieriozkin, ros. Юрий Евгеньевич Берёзкин (ur. 27 grudnia 1946 w Leningradzie) – radziecki i rosyjski historyk, archeolog i etnograf. Specjalizuje się w mitologii porównawczej, historii i etnografii Indian (zwłaszcza Ameryki Południowej) oraz historii i archeologii starożytnej Azji Zachodniej i Centralnej.

## Życiorys
W 1970 ukończył archeologię na Leningradzkim Uniwersytecie Państwowym. W latach 1973–1986 pracował w Instytucie Etnografii Rosyjskiej Akademii Nauk. W latach 1987–2002 pracował w Instytucie Archeologii Rosyjskiej Akademii Nauk. Od 2003 r. jest kierownikiem Wydziału Ameryki w Muzeum Archeologii i Etnografii (Kunstkamera). W 2011 r. otrzymał nagrodę im. A. N. Wiesiełowskiego przyznawaną przez Rosyjską Akademię Nauk za wybitne prace z zakresu teorii literatury oraz komparatystyki i folkloru. Od 2012 członek zagraniczny Estońskiej Akademii Nauk.

## Działalność naukowa
Bieriozkin jest twórcą bazy danych o motywach mitologicznych, zawierającej kilkadziesiąt tysięcy streszczeń historii ustnych z całego świata. Zawarte w niej wątki mitologiczne są sklasyfikowane i przypisane do grup etnicznych. Baza wykorzystywana jest w badaniach statystycznych nad dyfuzją kulturową oraz rekonstrukcją dawnych migracji i kontaktów międzykulturowych.